# Meriones unguiculatus
Il gerbillo della Mongolia (Meriones unguiculatus Milne-Edwards, 1867) è un mammifero roditore della sottofamiglia Gerbillinae, proveniente dalla Mongolia.

## Descrizione
Per sopravvivere nelle zone aride della Mongolia, il M. unguiculatus ha sviluppato lunghe zampe per saltare e sfuggire ai predatori, denti affilati per masticare semi e piante dure, e tecniche di conservazione dell'acqua che gli permettono di utilizzare alimenti secchi o il grasso accumulato per generare acqua attraverso il metabolismo.
In natura il mantello è generalmente rossiccio sul dorso, con la punta del pelo nera, per favorire il mimetismo nelle regioni desertiche, mentre l'addome è bianco per riflettere il forte calore del terreno (questa colorazione si chiama "agouti"). In cattività sono state selezionate molte diverse varietà di colorazione. Gli occhi possono essere neri o color rubino.
La coda, per un meccanismo di difesa, si stacca molto facilmente; è importante non afferrarlo mai per la coda, ma raccoglierlo delicatamente fra le mani a coppa.

## Biologia

### Comportamento
In natura questi animali vivono in gruppi costituiti da una coppia di genitori e dalle ultime cucciolate. Solo la coppia dominante si riproduce. Il territorio di un singolo gruppo solitamente ricopre una superficie da 325 fino a 1150 metri quadrati.
Il gruppo si riunisce in una tana principale dotata di 10 - 20 uscite. Oltre a questa, sparse all'interno del territorio, esistono delle tane più profonde dotate di 1 - 3 uscite, utilizzate per sfuggire ai predatori quando il gruppo si trova troppo lontano dalla tana principale.
La vita media di un esemplare si aggira fra i 3-4 anni, eccezionalmente 5.

### Relazioni con l'uomo
Ha avuto un notevole sviluppo tra gli animali di compagnia, grazie alla varietà di colori con cui è possibile trovarlo e al suo carattere: più attivo e più socievole di un criceto, e quindi più addomesticabile.
Il gerbillo della Mongolia vive circa tre anni in cattività, ed è un animale altamente sociale: è sempre consigliabile prenderne almeno due.
I nemici naturali del gerbillo sono rapaci e serpenti quindi è importante che la nostra mano non imiti mai i movimenti di questi predatori, calando su di lui dall'alto o inseguendolo per tutta la gabbia.
Il gerbillo è capace di sviluppare un rapporto profondo con il proprietario, e gradisce molto essere lasciato libero di tanto in tanto a giocare con il proprio compagno umano, arrampicandosi sulla spalla o nel taschino.
È un animaletto di poche pretese, di salute robusta e piuttosto facile da allevare ma necessita comunque di un comodo gerbillario, acquario, teca o box in cui poter scavare e fare attività.
È di indole curiosa e temeraria: è attratto, piuttosto che spaventato, dalle novità, quindi non è difficile stabilire con lui un rapporto di fiducia.

## Distribuzione e habitat
Il M. unguiculatus è originario delle steppe e delle aree semi-desertiche Mongolia. Il suolo di queste regioni è sabbioso, cosparso di erbe e arbusti. Il clima è caratterizzato da inverni secchi e freddi ed estati calde. La temperatura può raggiungere i 50 °C, ma per la maggior parte dell'anno si aggira intorno ai 20 °C. A parte uccelli e serpenti, non sono molti i predatori che si nutrono di questo roditore, a causa delle asperità del clima in cui vive. È un animale diurno/notturno che però trascorre le ore più calde della giornata all'interno della propria tana.

## Storia
La prima menzione di questi animali si ha nel 1866, quando Padre Armand David ne inviò alcuni esemplari al Museo nazionale di storia naturale di Francia dal nord della Cina. Qui essi furono nominati Meriones unguiculatus dal naturalista francese Alphonse Milne-Edwards nel 1867. Il nome latino fa riferimento al guerriero greco Merione che compare nell'Iliade di Omero.
I gerbilli sono diventati popolari dopo il 1954, quando venti coppie furono inviate negli Stati Uniti dalla Mongolia per essere utilizzate come cavie per esperimenti scientifici. Furono poi introdotti nel Regno Unito nel 1964 dagli Stati Uniti.